# 1979年チャレンジカップ
1979年チャレンジカップ（1979 Challenge Cup）は、NHLオールスターズとアイスホッケーソビエト連邦代表とのエキシビションマッチ。試合はニューヨークのマディソン・スクエア・ガーデンで1978年-1979年シーズンのNHLオールスターゲームの代わりに3試合開催されソビエト連邦が2勝1敗で勝ち越した。
それまでに開催されたサミット・シリーズ、1974年サミット・シリーズ、1976年カナダカップなどと異なりシーズン開幕前でなく、NHLシーズン中に開催された。また1975年から1976年にかけて行われたスーパーシリーズと異なりソ連選抜チームとNHLのベストプレイヤーの間で行われ、これまでの各大会がカナダ人選手のみで構成されていたのと異なり1976年カナダカップにカナダ代表として出場した選手たちだけでなく、3人のスウェーデン人選手、ビョルエ・サルミン、ウルフ・ニルション、アンダース・ヘドベリも出場した。
またソビエト連邦は最強ラインと呼ばれたウラジーミル・ペトロフ、ワレリー・ハルラモフ、ボリス・ミハイロフとゴールテンダーにウラディスラフ・トレチャク、ディフェンスにワレリー・ワシリエフと豪華な顔ぶれとなった。
ソビエト連邦のトップ選手の中ではアレクサンドル・マリツェフ、ヴャチェスラフ・フェティソフが不参加であった。NHLはこのシリーズをきっかけにNHL人気をアメリカ合衆国内で高めようと狙っていたが3大ネットワークのCBS、NBC、ABCは見向きもしなかった。NHLオールスターズが本番前に3回しか練習しなかったのに対してソ連チームは数週間の練習（オランダで試合が行われるマディソン・スクエア・ガーデンと似たリンクでの練習を含む）をした上で試合に臨んだ。第1戦はギイ・ラフレールが先制点をあげNHLが勝利、第2戦でもNHLが一時2点差でリードしたが逆転でソビエト連邦が勝利して 対戦成績は1勝1敗のタイになった。第3戦でソビエト連邦はウラディスラフ・トレチャクの代わりに国際試合初出場となるウラジーミル・ムイシュキンをゴールテンダーとして出場させた。試合はソビエト連邦が圧倒しNHLオールスターズはほとんどチャンスを作れずに6-0でソ連が勝利した。

## 第1戦
1979年2月8日 NHL 4-2 ソ連
- 得点
  - NHL ギイ・ラフレール、マイク・ボッシー、クラーク・ギリース、ボブ・ゲイニー
  - ソ連 ボリス・ミハイロフ、ウラジーミル・ゴリコフ

## 第2戦
1979年2月10日 ソ連 5-4 NHL
- 得点
  - ソ連 セルゲイ・カプスーチン、ミハイル・バルナコフ、ボリス・ミハイロフ、セルゲイ・カプスーチン、ウラジーミル・ゴリコフ
  - NHL マイク・ボッシー、ブライアン・トロティエ、ギルバート・ペロー、ラリー・ロビンソン

## 第3戦
1979年2月11日 ソ連 6-0 NHL
- 得点
  - ソ連 ボリス・ミハイロフ、ビクトル・シュルクトフ、ヘルムート・バルデリス、ウラジーミル・コビン、セルゲイ・マカロフ、アレクサンドル・ゴリコフ

この試合でソ連のゴールテンダー、ウラジーミル・ムイシュキンが国際試合初出場を果たした。

## 出場選手
NHLオールスターズ
- ギイ・ラフレール
- ラリー・ロビンソン
- ボブ・ゲイニー
- スティーブ・シュット
- ジルベール・ペロー
- マーセル・ディオン
- ダリル・シトラー
- ラニー・マクドナルド
- ボビー・クラーク（キャプテン）
- ブライアン・トロティエ
- マイク・ボッシー
- クラーク・ギリース
- バリー・ベック
- セルジュ・サバード
- ガイ・ラポワント
- ロバート・ピカード
- デニス・ポトビン
- ビル・バーバー
- ドン・マルコッテ
- トニー・エスポジト
- ケン・ドライデン
- ジェリー・チーバーズ
- ロン・グレシュナー
- ビョルエ・サルミン
- ウルフ・ニルション
- アンダース・ヘドベリ

アイスホッケーソビエト連邦代表
- セルゲイ・スタリコフ
- ビクトル・シュルクトフ
- ワシリー・ペルブーヒン
- ウラジーミル・コビン
- セルゲイ・マカロフ
- ミハイル・バルナコフ
- アレクサンドル・スコボルツォフ
- ウラジーミル・ゴリコフ
- アレクサンドル・ゴリコフ
- ボリス・ミハイロフ
- ウラジーミル・ペトロフ
- ワレリー・ハルラモフ
- ゲンナディー・ツィガンコフ
- ワレリー・ワシリエフ
- セルゲイ・カプスーチン
- ユーリ・フェデロフ
- ジネツラ・ビリヤレトディノフ
- ヘルムート・バルデリス
- イレク・ギマイエフ
- ビクトル・チュメネフ
- セルゲイ・バビノフ
- ウラディスラフ・トレチャク
- ウラジーミル・ムイシュキン

## その他
- 試合の行われたリンクのサイズはNHLと同じ広さであり、ソ連リーグで使用されているリンクよりも狭かった[3]。
- 翌1980年のレークプラシッドオリンピックの氷上の奇跡を題材にした映画、ミラクルでは第3戦ソ連が6-0でNHL代表を破った試合のニュースをハーブ・ブルックスが見るシーン、オリンピック開幕前のエキシビションでボリス・ミハイロフが試合開始前にチャレンジカップのトロフィーをお披露目するシーンがある。